# Mario Trevi - 14º volume
Mario Trevi - 14° volume, pubblicato nel 1981 su 33 giri (LPF 33011) e Musicassetta (CP 211), è un album discografico del cantante Mario Trevi.

## Il disco
Il disco contiene brani inediti di Mario Trevi. Iniziate ad abbandonare le canzoni di cronaca e le sceneggiate, Trevi ritorna a trattare il tema della canzone melodica, adattandosi alle nuove tematiche nascenti. Il brano 'O tesoro verrà presentato da Mario Trevi al 2º Festival di Napoli e Nuove Tendenze del 1981. Nello stesso anno porta in teatro la sua ultima sceneggiata, ispirata al brano in questione. Gli arrangiamenti dell'album sono diretti dal M° Tony Iglio e dal Coro 4 + 4 di Nora Orlandi.

## Tracce
1. 'O tesoro (Langella-Iglio)
2. 'O mammone (Langella-Iglio)
3. Figlia mia (Gioielli-Iglio)
4. 'Na scusa (Riccio-Iglio)
5. 'O capostazione (Langella-Iglio)
6. 'Nnammurato so 'e te (Arrichiello-Tatangelo-Lafortezza)
7. 'A fisarmonica (Riccio-Iglio)
8. 'A papera nun galleggia (Riccio-Iglio)
9. 'O russetto (Langella-Iglio)
10. Io te voglio bene (Riccio-Iglio)
11. Ma tu appartiene a n'ato (Sciotti-Iglio)